# آيت كضيض (أمزوضة)
آيت كضيض هي إحدى مشيخات المملكة المغربية، تتبع جغرافيا لإقليم شيشاوة وإداريًا لأمزوضة. يقدر عدد سكانها بـ 2539 نسمة حسب الإحصاء الرسمي للسكان والسكنى لسنة 2004.